# Marchemaisons
Marchemaisons és un municipi francès situat al departament de l'Orne i a la regió de Normandia. L'any 2007 tenia 159 habitants.

## Demografia

### Població
El 2007 la població de fet de Marchemaisons era de 159 persones. Hi havia 60 famílies de les quals 12 eren unipersonals (4 homes vivint sols i 8 dones vivint soles), 16 parelles sense fills, 24 parelles amb fills i 8 famílies monoparentals amb fills.
La població ha evolucionat segons el següent gràfic:
Habitants censats

### Habitatges
El 2007 hi havia 85 habitatges, 62 eren l'habitatge principal de la família, 19 eren segones residències i 5 estaven desocupats. Tots els 85 habitatges eren cases. Dels 62 habitatges principals, 52 estaven ocupats pels seus propietaris i 9 estaven llogats i ocupats pels llogaters; 8 tenien tres cambres, 17 en tenien quatre i 36 en tenien cinc o més. 44 habitatges disposaven pel capbaix d'una plaça de pàrquing. A 28 habitatges hi havia un automòbil i a 31 n'hi havia dos o més.

### Piràmide de població
La piràmide de població per edats i sexe el 2009 era:
| Homes | Edats   | Dones |
| ----- | ------- | ----- |
| 0     | 95 o +  | 0     |
| 0     | 90 a 94 | 0     |
| 0     | 85 a 89 | 0     |
| 4     | 80 a 84 | 0     |
| 0     | 75 a 79 | 4     |
| 4     | 70 a 74 | 16    |
| 4     | 65 a 69 | 0     |
| 0     | 60 a 64 | 0     |
| 0     | 55 a 59 | 4     |
| 4     | 50 a 54 | 0     |
| 0     | 45 a 49 | 12    |
| 8     | 40 a 44 | 8     |
| 4     | 35 a 39 | 8     |
| 12    | 30 a 34 | 12    |
| 0     | 25 a 29 | 4     |
| 0     | 20 a 24 | 0     |
| 8     | 15 a 19 | 12    |
| 12    | 10 a 14 | 8     |
| 12    | 5 a 9   | 8     |
| 12    | 0 a 4   | 4     |

## Economia
El 2007 la població en edat de treballar era de 103 persones, 80 eren actives i 23 eren inactives. De les 80 persones actives 79 estaven ocupades (40 homes i 39 dones) i 1 aturada (1 dona i 1 dona). De les 23 persones inactives 7 estaven jubilades, 11 estaven estudiant i 5 estaven classificades com a «altres inactius».

### Ingressos
El 2009 a Marchemaisons hi havia 60 unitats fiscals que integraven 162 persones, la mediana anual d'ingressos fiscals per persona era de 16.642 €.

### Activitats econòmiques
Dels 5 establiments que hi havia el 2007, 2 eren d'empreses de construcció, 2 d'empreses de serveis i 1 d'una empresa classificada com a «altres activitats de serveis».
Dels 4 establiments de servei als particulars que hi havia el 2009, 1 era un guixaire pintor, 1 lampisteria i 2 restaurants.
L'any 2000 a Marchemaisons hi havia 7 explotacions agrícoles.

## Poblacions més properes
El següent diagrama mostra les poblacions més properes.